# Prunus alleghaniensis
Espèce
Classification phylogénétique
Prunus alleghaniensis est une espèce de plantes à fleurs de la famille des Rosaceae. C'est un arbuste originaire des Appalaches aux États-Unis.

## Description
C'est un arbuste.